# 柴基湖
56°03′49″N 29°04′50″E / 56.06361°N 29.08056°E
柴基湖（俄语：Чайки），是俄羅斯的湖泊，位於該國西北部，由普斯科夫州負責管轄，處於謝別日區，面積1.2平方公里，集水區面積59.7平方公里，平均水深2.5米，最大水深4米。